# Jesús María Acuña
Jesús María Acuña (Monterrey, Nuevo León; 1879-Los Ángeles, California; 1957) fue un músico (pianista y violinista), compositor y director de orquesta mexicano. 
Su educación musical temprana estuvo a cargo de su padre, aunque luego decidió llevarlo a la Ciudad de México al Conservatorio Nacional.

## Concertista
Debutó en Tampico al frente de una compañía de zarzuela en 1896. Regresó a Monterrey y dirigió la orquesta de su ciudad natal. Ofreció conciertos de Piano y en algunos estados de los Estados Unidos.
En 1919 como pianista acompañó en Cd. de México al músico y violoncelista español Pablo Casals.
En 1923 realizó una gira como concertista y director por España, Italia, Alemania, Francia, Argentina, Brasil y Uruguay. 

## Director de orquesta
En 1916, fue fundador y director de la Orquesta Sinfónica Nacional de México. Posteriormente dirigió la Sinfónica del Conservatorio Nacional y Sinfónica de la Unión Mexicana de Filarmónicos y la Orquesta Sinfónica de Los Ángeles.
Entre 1910 y 1930 dirigió más de 100 representaciones de ópera y zarzuela de los diferentes teatros de Monterrey, San Luis Potosí y Cd. de México.
Emigró a Los Ángeles en la época de la Segunda Guerra Mundial.

## Maestro y compositor

### Maestro
En 1930 fundó una academia de música en Ciudad de México impartiendo la especialidad de ópera, repertorio y estilo para cantantes. Después que emigró a Los Ángeles, también ahí como profesor de canto.

### Obra.
De su obra musical destaca: Vals erótico, Rapsodia mexicana, (vals) Danzas mexicanas y Humoresca.